# Joodse begraafplaats (Grijpskerk)
De Joodse begraafplaats in Grijpskerk is ingericht op een apart gedeelte van de algemene begraafplaats. Vandaag de dag staan er nog 20 grafstenen, maar het is bekend dat er dat ooit 23 zijn geweest. De grafstenen staan in drie rijen opgesteld: mannen, vrouwen en kinderen.
Grijpskerk werd pas aan het einde van de 19de eeuw een zelfstandige Joodse gemeente. In 1879 werd aan de Molenstraat een synagoge ingewijd, en in 1881 werd de Joodse begraafplaats in gebruik genomen. De gemeente heeft de begraafplaats nooit aan de Joodse gemeente overgedragen, ook niet aan het NIK, dat na de Tweede Wereldoorlog eigenaar werd van bijna alle Joodse begraafplaatsen in Nederland.
De gemeente gaf de Joden 120 grafruimten in gebruik voor onbepaalde tijd en beloofde de begraafplaats altijd te zullen onderhouden. Toen Grijpskerk een zelfstandige Joodse gemeente was, was ze qua leden al over haar hoogtepunt heen. Zo waren er in 1869 52 Joodse inwoners en in 1899 nog maar 35. Na de oorlog werd de Joodse gemeente opgeheven en bij Groningen gevoegd. De synagoge was al niet meer in gebruik en bovendien nagenoeg helemaal leeggeroofd tijdens de oorlog.
Twee grote families waren de families Israëls en Gans. Van de beide families zijn 7 leden op deze begraafplaats begraven. De families trouwden onderling en andere graven horen weer toe aan aangetrouwden van de families Israëls en Gans.